# Alfonso López Trujillo

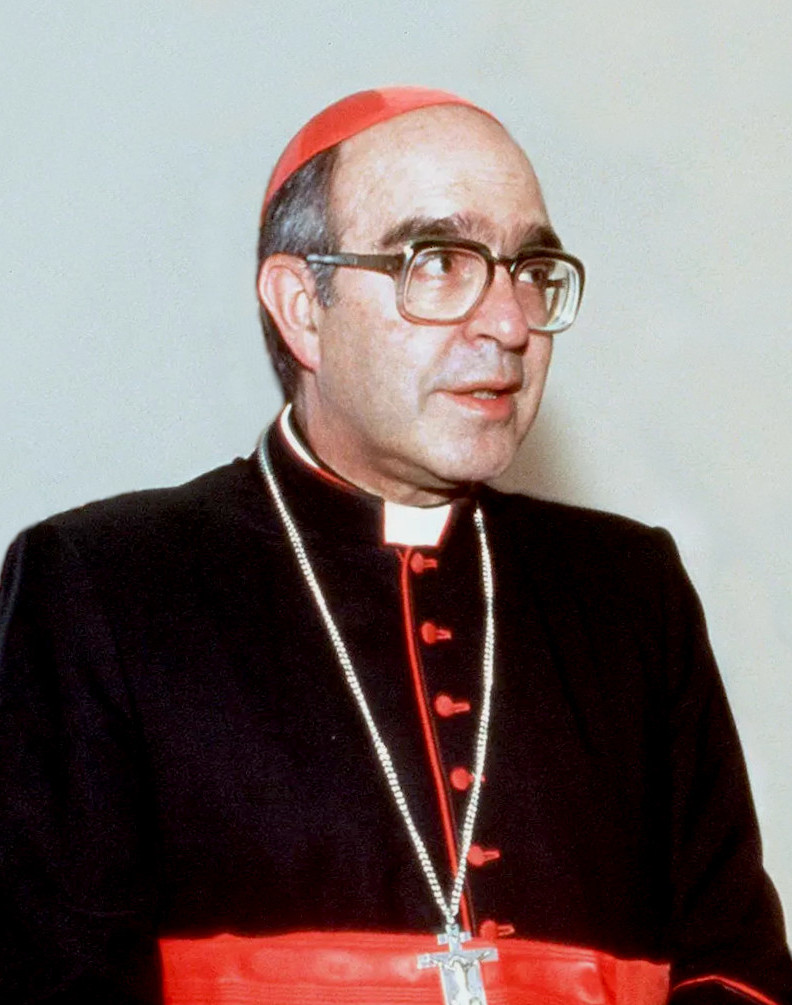
Alfonso Kardinal López Trujillo (2005)

Kardinalswappen

Alfonso Kardinal López Trujillo (* 8. November 1935 in Villahermosa, Kolumbien; † 19. April 2008 in Rom) war Erzbischof von Medellín und Kurienkardinal der römisch-katholischen Kirche.

## Leben
Alfonso López Trujillo studierte Katholische Theologie, Philosophie, Soziologie und Politikwissenschaft in Bogotá und Rom. 1960 wurde er zum Doktor der Philosophie promoviert und empfing in Rom das Sakrament der Priesterweihe für das Erzbistum Bogotá. Anschließend studierte er weitere zwei Jahre in Rom, ehe er von 1962 bis 1966 als Philosophiedozent am Priesterseminar von Bogotá wirkte. Von 1968 bis 1970 arbeitete er in der Priesterfortbildung, von 1970 bis 1972 oblag ihm als Generalvikar die Verantwortung für den Aufbau der neueingerichteten Pastoralabteilung des Erzbistums Bogotá.
Am 25. Februar 1971 wurde er von Papst Paul VI. zum Titularerzbischof von Boseta ernannt und zum Weihbischof in Bogotá bestellt. Die Bischofsweihe spendete ihm der Erzbischof von Bogota und spätere Kardinal, Aníbal Muñoz Duque, am 25. März desselben Jahres; Mitkonsekratoren waren der Bischof von Mar del Plata, Argentinien, und spätere Kurienkardinal Eduardo Francisco Pironio sowie der Bischof von Cúcuta, Kolumbien, Pablo Correa León. In den Jahren 1972 bis 1974 arbeitete López Trujillo als Generalsekretär der Lateinamerikanischen Bischofskonferenz.
Am 22. Mai 1978 ernannte ihn Papst Paul VI. zum Koadjutorerzbischof des Erzbistums Medellín, dessen Leitung er ein Jahr später, mit dem Rücktritt Tulio Botero Salazars am 2. Juni 1979, übernahm.
Papst Johannes Paul II. nahm López Trujillo am 2. Februar 1983 als Kardinalpriester mit der Titelkirche Santa Prisca in das Kardinalskollegium auf. Seit dem 8. November 1990 war er Präsident des Päpstlichen Rates für die Familien. Am 9. Januar 1991 trat er aufgrund seiner Aufgabe in der Römischen Kurie als Erzbischof von Medellín zurück.
Am 17. November 2001 wurde er von Johannes Paul II. zum Kardinalbischof von Frascati ernannt. Mit dem Tod von Papst Johannes Paul II. erloschen, wie im Kirchenrecht vorgesehen, alle Ämter in der römischen Kurie. Er nahm am Konklave 2005, in dem Papst Benedikt XVI. gewählt wurde, teil. Dieser bestätigte ihn in seinen Ämtern in der römischen Kurie.
Am 19. April 2008 starb Kardinal López Trujillo an den Folgen seiner Diabeteserkrankung.
In seinem Buch „In the closet of the Vatican“ führt Frédéric Martel aus, dass Trujillo seine Position als Erzbischof missbraucht hat, um junge Seminaristen zu sexuellen Handlungen zu zwingen. Er habe, entgegen seinem öffentlichen Wirken und Auftreten, selbst homosexuelle Prostituierte besucht. Seine Homosexualität sei dabei im Klerus auch weithin bekannt gewesen.

## Wirken
López Trujillo wurde vorgeworfen, für die Verbreitung von Falschinformationen zum Thema AIDS-Prävention in Drittweltländern verantwortlich zu sein. In einem Interview mit dem Fernsehsender BBC sagte er, Kondome enthielten Löcher, durch die das HI-Virus leicht hindurch gelangen könne. Er habe Gesundheitsbehörden aufgefordert, in gleicher Weise wie es bei Zigaretten üblich sei, vor der Gefährlichkeit von Kondomen zu warnen. Seine ausführliche Abhandlung Family Values Versus Safe Sex ist auf der Seite des Vatikans abrufbar. Trujillo beschreibt darin die Gesundheitsrisiken, die durch die unreflektierte Benutzung von Kondomen beim Safer Sex auftreten, und die Haltung, welche die katholische Kirche den Menschen zur Vorbeugung gegen Geschlechtskrankheiten vorschlägt.
Des Weiteren stand der Kardinal in der Kritik in westlichen Industriestaaten, da er sich gegen die Rechte von homosexuellen Paaren wandte. Dies hat er mit dem Hinweis auf die Erhaltung der Institution Familie begründet.
López Trujillo engagierte sich zudem in der Diskussion um die Bioethik. Hierzu veröffentlichte er 2006 die Schrift Die Familie und die menschliche Fortpflanzung.
Trujillo wird dafür verantwortlich gemacht, bis zu seinem Tod die Seligsprechung von Oscar Romero blockiert zu haben.

## Publikationen
- Familia – Vida y nueva evangelización. Editorial Verbo Divino, Estella (Navarra, Spanien) 2000, ISBN 84-8169-412-6.

## Mitgliedschaften in der römischen Kurie
- Kongregation für die Glaubenslehre
- Kongregation für die Selig- und Heiligsprechungsprozesse
- Kongregation für die Bischöfe
- Kongregation für die Evangelisierung der Völker
- Päpstliche Kommission für Lateinamerika